# Graziela Barroso
Graziela Maciel Barroso (11 de abril de 1912 - 5 de mayo de 2003) fue una botánica y profesora brasileña. Fue la "primera dama de la Botánica" en el Brasil, pues fue la primera mujer en hacer un curso de grado en esa área en Brasil.

## Biografía
Se casó con el botánico Liberato Barroso (1900-1949), en 1926, a la sazón ella con 14 años de edad; y tuvieron dos hijos Manfredo y Mirtilla. Enviudó en 1949; se graduó en biología en Historia natural, en 1961 en la Universidad de Guanabara (hoy UERJ); y terminó su doctorado, a los 60 años, en la UNICAMP en 1973, defendiendo la tesis "Compositae - Subtribu Baccharidinae Hoffmann - Estudio de las especies en Brasil. A los 30 años comenzó a trabajar en el Jardín Botánico de Río de Janeiro.
Fue profesora de Botánica y directora del Departamento de Biología Vegetal de la Universidad de Brasilia, desde su inicio en 1969.
Se ocupó de la enseñanza y orientación de postgrado en Botánica de la UFRJ, UFPR, la Unicamp y de la UFPE, habiendo dirigido 60 tesis de maestría y 15 de doctorado. Escribió más de 65 artículos en revistas profesionales, sobre todo en el campo de la Sistemática Vegetal y cuatro libros como autor principal.
Se jubiló en 1982, continuando con actividades de investigación, además de enseñar y dirigir a los estudiantes de posgrado.
Con prestigio internacional, murió en Río de Janeiro el 5 de mayo, a los 91 años.

## Obra
- 1958. Mikaniae do Brasil. 333 pp.

- 1974. Flora da Guanabara: familia Dioscoreaceae. Ed. Herbário "Barbosa Rodrigues". 260 pp.

- 1982. Sistemática de las Angiospermas de Brasil. Livros Técnicos e Científicos Editora. 377 pp.

- 1991. Novas espécies para o gênero Plinia (Myrtaceae). Volumen 3, Nº 12 de Atas da Sociedade Botânica do Brasil, Secção Rio de Janeiro. 102 pp.

- 1994. Myrtaceae do Sudeste do Brasil: Especies Novas do Genero Plinia Linnaeus. MAPAEA 1: 1-2

- 1995. Nova Especie de Marliera do Estado da Bahia. REVISTA BRASILEIRA DE BOTANICA 18 (1): 105-107

- 1995. Myrtaceae da Reserva Florestal de Linhares, Es. Genero Calyptranthes e Marliera. BOLETIM DO MUSEU MELLO LEITAO. NOVA SERIE 3: 3-38

- 1996. Especie Nova do Genero Calyptranthes de Tingua, Rj. REVISTA BASILEIRA DE BOTANICA, p. 0-0

- 1999. Frutos e sementes: morfología aplicada à sistemática de dicotiledôneas. Ed. Editora UFV Universidade Federal de Viçosa. 443 pp. ISBN 8572690395

- Olinda Leites Bueno, Graziela Maciel Barroso. 2002. Flora ilustrada Catarinense: Compositas: 5. Subtribo. 301 pp.

## Honores
- Se incorporó a la Academia brasileña de Ciencias, en 2003, pero murió un mes antes de asumir el cargo
- Ciudadana de Río de Janeiro, en 1980
- 1999: Millennium Botany Award, Comité del XVI International Botanical Congress
- 1998: Gran Cruz de la Orden Nacional del Mérito Científico, Gobierno de la República Federativa do Brasil
- 1993: Medalla de la Orden de Mérito Educativo, Grado de Caballero, Ministerio da Educación y de Deportes
- 1967: Maestra del Año (por los alumnos. Grado de Caballero De la Orden Nacional De Mérito Educativo, Ministerio de Educación y Deportes. Varias especies en homenaje con su epónimo) Universidad de Brasília.
- 1958: Medalla de Mérito D. Juan VI (conmemorativa del Sesquicentenario de JBRJ. Voto de Congratulaciones por sus trabajos Desarrollados, como Doctora en Botánica, aprobando una moción presentada a la Cámara Municipal de Río de Janeiro) Jardim Botânico do Rio de Janeiro

### Eponimia
Especies fanerógamas
- (Araceae) Philodendron barrosoanum G.S.Bunting[1]

- (Asteraceae) Baccharis barrosoana Mattos[2]

- (Asteraceae) Chromolaena barrosoae R.M.King & H.Rob.[3]

- (Asteraceae) Lessingianthus barrosoanus Dematt.[4]

- (Bromeliaceae) Tillandsia barrosoae W.Till[5]

- (Myrsinaceae) Cybianthus barrosoanus G.Agostini[6]